# 中谷ミチコ
中谷 ミチコ（なかたに みちこ、1981年 - ）は、東京出身の美術家、彫刻家。
一般的なレリーフとは異なり凹凸が反転している立体作品を手掛ける。

## 略歴
東京に生まれる。2005年多摩美術大学美術学部彫刻学科卒業後、ドレスデンに留学。2010年ドレスデン美術大学卒業。2012年 文化庁の新進芸術家海外研修制度に採択されて拠点をドレスデンに移す。2014年ドレスデン造形芸術大学マイスターシューラーストゥディウム修了。
2010年「VOCA展」（上野の森美術館）奨励賞受賞。2018年「DOMANI・明日」展（国立新美術館）に、「カラスの群れの鮮烈な作品」（岡村幸宣）「空が動く」を出品、「大地の芸術祭」参加。2019年から多摩美術大学彫刻学科講師を勤める。同年、個展「その小さな宇宙に立つ人」開催（三重県立美術館柳原義達記念館）。
2020年8月、幅9メートルのパブリック彫刻《白い虎が見ている》が東京メトロ銀座線虎ノ門駅の渋谷方面行ホームに設置される。虎ノ門の地名の由来とされる四神「白虎」をモチーフに、白い虎のマスクと戯れる少女たちの群像を表した凹型レリーフで、中谷独自の技法による立体表現とその迫力が話題となった。この作品を制作中彼女は「ずっと「原爆の図」の幽霊を背負っているような感覚だった」という。
2021年1月、これまでの活動と将来性から選考され新鋭作家に贈られるタカシマヤ美術賞に選ばれた。